# 深圳藝術學校
深圳藝術學校1986年由深圳市政府批准成立，1993年辦中專，是深圳市唯一一所中等專業藝術學校。現有三個藝術專業，分別為音樂專業、舞蹈專業（中國舞、芭蕾舞）和美術設計專業。现分为福田、南山两个校区。校区总占地61474平方米，建筑面积61673平方米。福田校区位于福田白沙岭百花二路与百花三路交汇处北侧，是创校校区；南山校区位于南头北环大道与南山大道的交汇处东北一侧，于2015年9月启用，毗邻南山农批市场以及深圳市博伦职业技术学校。

## 历史沿革
深圳藝術學校可以追溯自1985年3月创办的深圳飞鹏艺术小学，当时专事业余艺术教育。5月，深圳市政府成立深圳艺术小学（简称：深圳艺小），与 飞鹏艺术小学实行“两块牌子，一套班子”的制度，隶属深圳艺术中心。1986年7月，深圳艺小正式招收全日制学生。1987 年8月，深圳艺小改由市文化局直接管理。1988年1月，深圳艺小更名为深圳艺术学校，并获准开办中专班。1993 年8月，深圳艺术学校升格为普通中等专业学校。1996年6月，中央音乐学院在深圳艺术学校开办大专班，成为当时全国唯一一所在中专设大专班的艺术学校。2015年9月，南山校区投入使用。

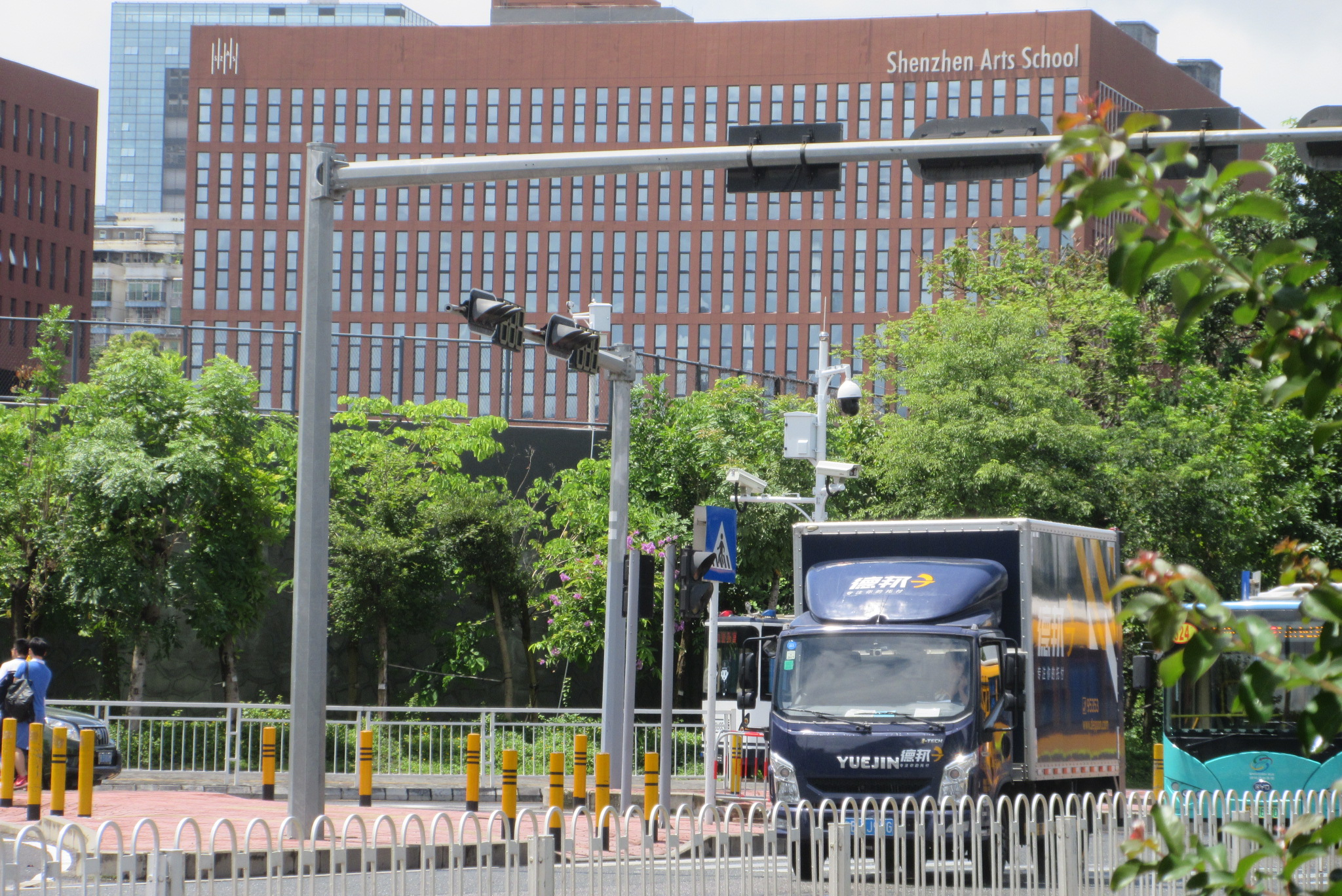
深圳藝術學校南山校区

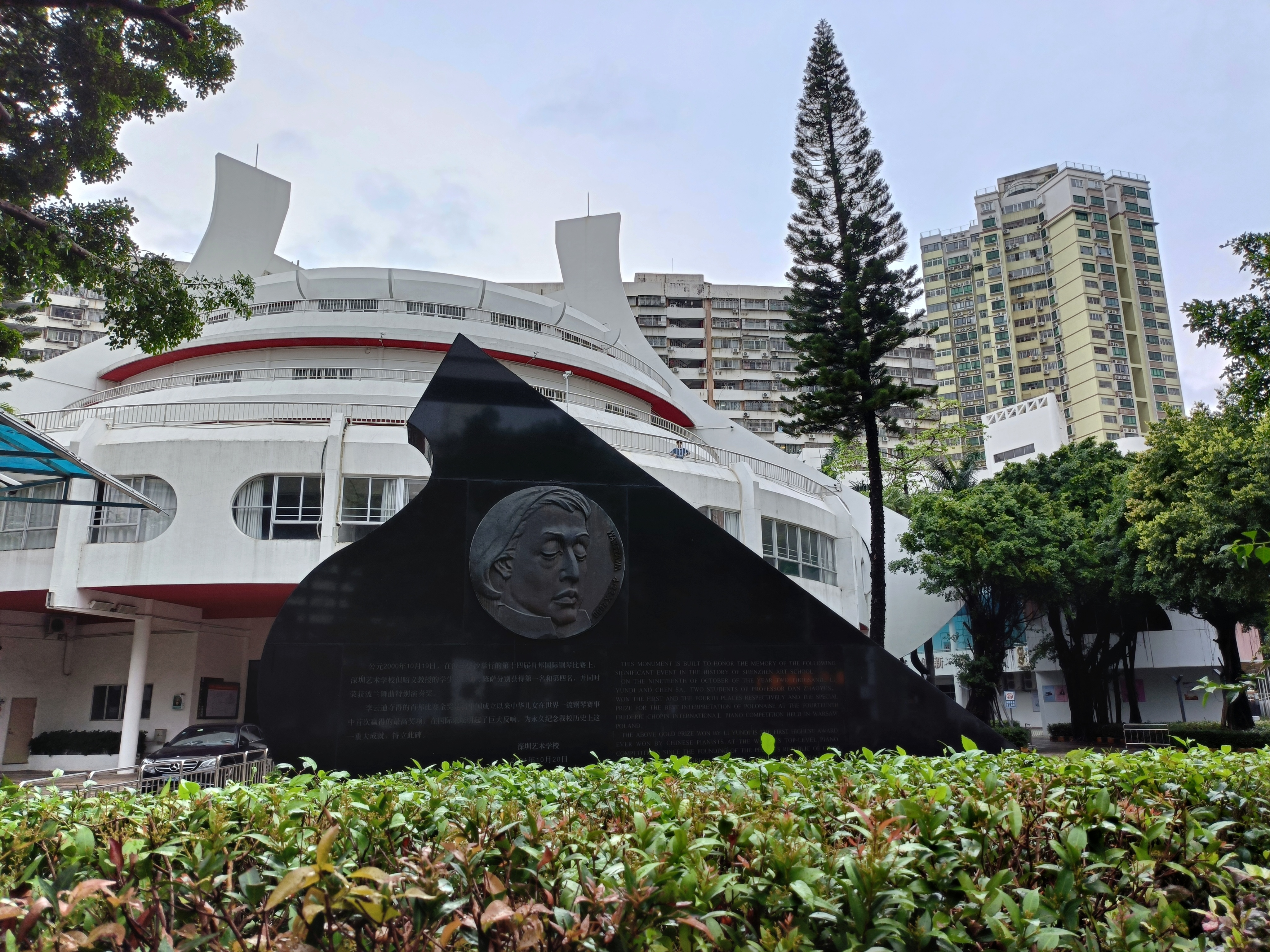
李雲迪蕭賽金獎紀念碑，立於百花校區

## 著名人物
- 李雲迪 [1]
- 但昭義 [1]
- 李一桐 [2]
- 程瀟(宇宙少女)
- 王霏霏
- 张昊辰
- Vicky宣宣，本名張宇宣，B站網紅 [3]
- 陈致逸

## 外部連結
- 深圳藝術學校 （页面存档备份，存于）